# Dmitri Trapeznikov
Dmitri Víktorovich Trapéznikov (Krasnodar, RSFS de Rusia, 12 de abril de 1981) brevemente jefe de Estado y primer ministro interino de la República Popular de Donetsk durante los meses de agosto y septiembre de 2018.

## Biografía
Nacido en la entonces RSFS de Rusia dentro de la Unión Soviética, está casado y tiene dos hijos.
Antes de la guerra en el Dombás, era jefe de la casa comercial 'Ukoopzovnishtorg'. Previamente, se desempeñó como jefe adjunto del Consejo del Distrito Petrovski de la ciudad de Donetsk. También fue gerente del equipo de fútbol Donetsk 'Shakhtar' (perteneciente a Rinat Ajmétov) en 2001 mientras estudiaba en la Academia Estatal de Ingeniería Civil y Arquitectura de Donetsk.
Asumió de forma interina el cargo de jefe de Estado y primer ministro el 31 de agosto de 2018, tras el asesinato de Aleksandr Zajárchenko. Previamente era vice primer ministro.